# Westfalen-Kaserne
Die Westfalenkaserne ist eine Kaserne des Heeres der Bundeswehr in Ahlen.

## Geschichte
Kurz nach dem Aufstellen der Bundeswehr wurde im „Heessener Busch“ zwischen Ahlen und Heessen, einem ehemaligen Besitz des Freiherrn von Boeselager, die Westfalen-Kaserne fertiggestellt. Dazu gehören auch eine Panzerwaschanlage, eine Schießbahn, ein Munitionsdepot und ein Waffenlager. Zudem wird das Naturschutzgebiet Oestricher Wald als Übungsgelände genutzt.
Genutzt wurde die Kaserne, neben der Lützow-Kaserne in Münster-Handorf vor allem durch die Panzergrenadierbrigade 19, die hier das Panzergrenadierbataillon 191, das Panzergrenadierbataillon 192 und andere Versorgungs- und Ergänzungseinheiten unterbrachte. Weitere hier untergebrachte Einheiten waren das Panzerbataillon 204 (aufgelöst März 1992) sowie die Nachschubausbildungskompanie 7/7. 
Am 31. August 2002 wurde die Brigade und am 18. Mai 2006 das Panzergrenadierbataillon 192 aufgelöst.
Anschließend wurde das Sanitätsregiment 22 aus dem benachbarten Hamm, welches bislang in der Paracelsuskaserne gegenüber dem Bundeswehrkrankenhaus Hamm den Standort hatte, mit den beiden zugehörigen Sanitätskompanien aus Hemer im Sauerland in Ahlen zusammengelegt. Danach stand der Standort lange zur Disposition und wurde schließlich umgebaut. Im Mai 2016 wurde im Zuge der beschlossenen Bundeswehrreform das Sanitätsregiment 22 aufgelöst. Stattdessen nutzen seither die Rekrutenkompanie 3 und das neu aufgestellte Aufklärungsbataillon 7 mit unbewaffneten Drohnen die Westfalenkaserne. Dadurch leisten am Standort in der Spitze wieder 800 Soldaten ihren Dienst.
Das sogenannte „Trio-Gebäude“, in dem Offiziere, Unteroffiziere und Mannschaftsdienstgrade künftig unter einem Dach verpflegt werden, wurde um 2016 neu gebaut. Damit wurden Offiziersheim und Unteroffiziersheim obsolet.